# فابريتسيو بيرنال
فابريتسيو بيرنال (بالإنجليزية: Fabrizio Bernal)‏ هو لاعب كرة قدم أمريكي في مركز الهجوم، ولد في 30 يونيو 2003 في إل باسو في الولايات المتحدة. لعب مع نادي سان أنطونيو.